# أريغارون بالميري
أريغارون بالميري (الاسم العلمي:Erigeron palmeri) هو نوع من النباتات يتبع جنس الأريغارون من الفصيلة النجمية.